# Grabów Szlachecki
Grabów Szlachecki (pronunciación en polaco: /ˈɡrabuf ʂlaˈxɛtskʲi/) es un pueblo en el distrito administrativo de Gmina Nowodwór, dentro del Distrito de Ryki, Voivodato de Lublin, en el este de Polonia. Se encuentra aproximadamente 7 kilómetros al norte de Nowodwór, 14 kilómetros al del noreste de Ryki, y 60 kilómetros al del noroeste de la capital regional, Lublin.
El pueblo tiene una población de 930 habitantes.